# Bogusław Zych
Bogusław Zych (n. 10 decembrie 1951, Varșovia, Polonia – d. 3 aprilie 1995, Naprawa⁠(d), Gmina Jordanów⁠(d), voievodatul Polonia Mică, Polonia) a fost un scrimer polonez, medaliat olimpic. A participat la 2 ediții ale Jocurilor Olimpice (1980, 1988) în care a câștigat o medalie de bronz.